# Music for My Friends
Albums de Skyzoo
Barrel Brothers
(2014) The Easy Truth
(2016)
Music for My Friends est le troisième album studio de Skyzoo, sorti le 23 juin 2015.
L'album s'est classé 15e au Top Heatseekers et 36e au Top R&B/Hip-Hop Albums.
Music for my Friends a été très bien accueilli par la critique, Metacritic lui ayant attribué la note de 81 sur 100.

## Liste des titres
| No  | Titre                                                                                    | Contient un (des) sample(s) de | Durée |
| --- | ---------------------------------------------------------------------------------------- | --- | ----- |
| 1.  | All Day, Always (Produit par Antman Wonder)                                              | Breakthrough d'Isaac Hayes | 3:13  |
| 2.  | Suicide Doors (Produit par MarcNfinit)                                                   | Hey Love (Live) de Sound Experience Long Red de Mountain It's a New Day So Let a Man Come in and Do the Popcorn de James Brown Can't Tell Me Nothing de Kanye West featuring Connie Mitchell | 4:52  |
| 3.  | The Moments That Matter (featuring Kay Cola – Produit par Jahlil Beats et Antman Wonder) | | 3:48  |
| 4.  | Luxury (featuring Westside Gunn – Produit par Skyzoo)                                    | Bettina de Bola Sete It's Your Thing des Cold Grits | 3:42  |
| 5.  | Everything's for Sale (Produit par Illmind)                                              | Synthetic Substitution de Melvin Bliss Otis de Jay-Z et Kanye West featuring Otis Redding | 4:31  |
| 6.  | See a Key (Ki) (featuring Jadakiss – Produit par Thelonius Martin)                       | Come Back des Five Stairsteps | 4:40  |
| 7.  | Money Makes Us Happy (featuring Black Thought et Bilal – Produit par The Rvlt.)          | The Rill Thing de Little Richard | 5:25  |
| 8.  | Playing Favorites (featuring Christion Gray – Produit par Illmind)                       | Nigga What, Nigga Who (Originator 99) de Jay Z featuring Jaz & Amil | 4:11  |
| 9.  | Meadow of Trust (featuring Saba – Produit par Black Metaphor)                            | Feelin' Blue d'Earth, Wind & Fire | 3:45  |
| 10. | Women Who Can Cook (Produit par Thelonius Martin)                                        | Love's Lines, Angles and Rhymes de The 5th Dimension Be Here de Raphael Saadiq featuring D'Angelo The New Style des Beastie Boys                                                             | 4:10  |
| 11. | Civilized Leisure (featuring MoZaic – Produit par Illmind)                               | | 3:56  |
| 12. | The Experience (Produit par MarcNfinit)                                                  | | 3:36  |
| 13. | Asking Bodie for a Package (featuring Skarr Akbar – Produit par Illmind)                 | | 5:18  |
| 14. | Things I Should've Told My Friends (Produit par Apollo Brown)                            | It's Funky Enough de The D.O.C. Street Dreams de Nas Thoughtful de Brian Bennett | 5:35  |
| 15. | Sweet Pursuit (featuring Kay Cola – Produit par Seige Monstracity)                       | Goodnight Moon (extrait de la série télévisée Sur écoute) | 6:53  |

| 16. | Falling out the Sky | 3:46 |

| 17. | Hands Folded Together (featuring Elzhi – Produit par DJ Prince) |  |